# Gavina ullblanca
La gavina ullblanca ogavina d'ulls blancs
(Ichthyaetus leucophthalmus) és una espècie d'ocell de la família dels làrids (Laridae) que habita costes i illes del Mar Roig i el Golf d'Aden.